# Есаяс Теґнер

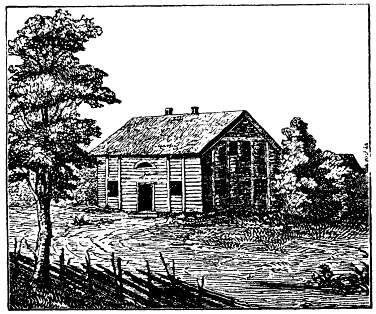
Будинок, у якому народився Есаяс Теґнер. Чюркеруд.

Еса́яс Те́ґнер (швед. Esaias Tegnér, нар. 13 листопада 1782, Чюркеруд, Вермланд, Швеція — пом. 2 листопада 1846, Естрабу, поблизу Векше) — шведський поет, єпископ, член Шведської академії, член Шведської королівської академії наук. Видатний представник шведського романтизму, гуманіст, автор одного з найвідоміших і найбільш перекладаних творів шведської поезії — «Саги про Фрітьофа». Упродовж ХІХ століття Теґнера вважали батьком сучасної шведської поезії. Його й досі називають першим сучасним шведом.
Дід шведського мовознавця Есаяса Теґнера-молодшого й тесть шведського літературознавця та лінгвіста Карла Вільгельма Беттігера.

## Життєпис

### Молоді роки
Есаяс Теґнер народився в сім'ї диякона Есаяса Лукассона, який прийняв прізвище Теґнер (швед. Tegnérus) за місцем свого народження — парафією Теґнабю в Смоланді. Мати — Сара Марія (до шлюбу Сейделіус), була дочкою вікарія з Вермланду. Есаяс Теґнер-старший став вікарієм у Міллесвіку, де й помер 10 лютого 1792 року. Мав двох дочок і чотирьох синів. Ларс Ґустаф і Елуф на той час студіювали в Лунді, третій син був розумово відсталий. Наймолодший із дітей — це Есаяс. Вдома він навчився читати, писати й рахувати. Деякий час провів з братами в Лунді й переймав від них науку. Щоб допомогти сім'ї Теґнерів, батьків приятель дитинства, судовий пристав Якоб Брантінґ узяв до себе на проживання Есаяса Теґнера-молодшого й дав йому посаду помічника в судовій конторі. Кілька років Есаяс у вільний час читав усе, що тільки міг роздобути з художньої та історичної літератури. Брантінґ дійшов висновку, що його підопічний дуже талановитий і мав би бути кимсь більшим, ніж звичайний службовець. Отож у березні 1796 року наполіг на тому, щоб Есаяс допомагав у роботі своєму братові Ларсу Ґустафу, що був тоді домашнім учителем дітей Брантінґового шурина — капітана Левен'єльма в Мальмі. Есаяс поселився в Левен'єльмів. Згодом Ларс Ґустаф дістав пропозицію навчати дітей власника невеликого підприємства, пізніше міського радника Мюрмана (швед. Myhrman) в Ремені й поставив умову, щоб на цю роботу взяли також Есаяса. Умову задовольнили, й у липні 1797 року брати перебралися до Ремена. Там Есаяс закінчив розпочатий ще в Мальмі курс латинської та грецької мов. Вивчав також французьку й англійську літературу.
4 жовтня 1799 року він записався студентом у Лундському університеті. Упродовж осіннього й весняного семестрів 1800—1801 років працював домашнім учителем дітей барона Лейонгувуда (швед. Leijonhufvud), що жив у Юкскуллльсунді, що в Смоланді. У грудні 1801-го Теґнер став бакалавром філології, а в травні наступного року — бакалавром філософії. Того ж року здобув ступінь магістра, написавши працю лат. De caussis ridendi — «Про причини сміятися». Кілька місяців по тому він заручився з Анною Марією Ґуставою Мюрман — наймолодшою дочкою свого колишнього благодійника. У грудні 1802 року вийшли два трактати Теґнера латинською мовою. Темою першого була творчість Езопа, а другого — філософський термін Канта «річ у собі». 7 січня 1803 року Есаяс Теґнер став доцентом естетики. Весною цього ж року влаштувався працювати домашнім вчителем у Стокгольмі, а восени — нотаріусом на філософському факультеті. Того ж таки року він, безуспішно спробувавши стати ад'юнктом у Карлстадській гімназії, подав заяву в соборний капітул, відтак оскаржив несприятливе рішення й домігся своєї мети. У Лундському університеті хотіли, щоб Теґнер і далі працював у них, тож спеціально для нього створили нову посаду ад'юнкта естетики, яку він обійняв 26 лютого 1805 року. 26 вересня того ж року Есаяс Теґнер став працювати заступником бібліотекаря. Хоча за ці три посади він діставав дуже скромну платню, та однак вирішив одружитися. 22 серпня 1806 року відбулося весілля Есаяса і його нареченої Анни.

### Рання творчість
Уже змалку Теґнер охоче римував, тож набув, із його ж таки слів, «своєрідної ремісничої вправності й володіння мовою». Перебуваючи в Ремені, написав кілька віршів, із яких два присвячено Наполеону Бонапарту. У Лунді він удосконалював свою майстерність, взявши за зразок французьких і шведських (особливо тих, що творили в часи правління Ґустава ІІІ) поетів. З 1801 року Теґнер став творити значно активніше, ніж перед тим. Він подав до Шведської академії оди й вірші на медитативну тематику: «Про муки і розради життя» / Öfver lifvets plågor och tröst — 1801 року, «Релігія», «Юність» / Religionen, Ungdomen — 1803, «Культура і смертний одр юнака» / Kulturen och Ynglingens sotsäng — 1805, «Миролюбність» / Försonligheten — 1806 (в іншій, переробленій версії 1808 року — «Терпимість» / Fördragsamheten). Ці твори здобули прихильну оцінку, але автор нічого не скористав у матеріальному плані. Натомість у 1802-му дістав нагороду від Гетеборзького наукового і літературного товариства за «Елегію на смерть брата» / Elegi vid en broders död, написану з приводу загибелі Ларса Ґустафа. 1804 року те ж таки товариство нагородило Теґнера за вірш «Мудрець» / Den vise, позначений характерною в той час дидактичністю й прикметний цілковитою відповідністю світогляду Іммануїла Канта. Великий розголос здобула опублікована того ж року в лундській газеті Lunds veckoblad пісня «Моїй батьківщині» / Till min hembygd, що відзначалася багатством і образністю мови, силою й мужністю ліричної першої особи. Пишучи текст, Теґнер мав також практичну мету — обійняти посаду ад'юнкта в Карлстаді. У той же час написано вірш «Біля могили міської дівчини» / Vid en borgarflickas graf, що привернув увагу читачів і критиків. Численні ранні вірші Теґнера мають відтінок світового болю й туги за смертю. Ці риси властиві внутрішньому світу автора — у майбутньому чільного представника шведського романтизму.

### Шлях до слави
З усіх Теґнерових творів вплив німецької науки і літератури особливо відчутний на ті, що він написав за 1810—1811 роки. Його світогляд значною мірою формувала ідеалістична філософія Іммануїла Канта, Йоганна Ґотліба Фіхте і Фрідріха Вільгельма Шеллінґа. Загалом кажучи, у Теґнера ідеї розвивалися в тому ж напрямку, що й в інших відомих шведських представників романтизму. А однак він став ближчим до Йоганна Фрідріха Шіллера, ніж, скажімо, до упсальських чи німецьких поетів-романтиків — Новаліса, Людвіґа Тіка, Августа Вільгельма Шлеґеля і Фрідріха Шлеґеля. До творчості цих авторів Теґнер ставився доволі прохолодно. Багато чого в його естетичному сприйнятті запозичено в Канта і Шіллера. Теґнерові наукові лекції побудовано на основі праць таких німецьких учених, як Бендавід, Якобс, Кеппен, Клодіус і Боутервек. Теґнер дозрів як поет тільки тоді, коли звільнився від захоплення евдемонійною просвітницькою філософією. Все ж таки на його засобах і способах вираження ще довго залишався відбиток ґуставіанської поезії.
Водночас на Теґнера справляли враження такі поети, як данець Адам Еленшлеґер і швед Пер Генрік Лінґ, який 1804 року поселився в Лунді. Розпочавши писати драму за мотивами саги про шведського короля Свена Кривавого, Теґнер спалив написане, коли прочитав п'єсу Еленшлеґера «Ярл Гакон» / Hakon Jarl. У поезії він кілька звертався до тематики з сучасної світової історії. 1806 року опубліковано твори «Нельсон і Пітт» / Nelson och Pitt, а також «Англія і Франція» / England och Frankrike. Написана наприкінці 1808 року, «Бойова пісня сконського ополчення» / Krigssång för skånska landtvärnet оспівує хоробрість і волелюбність шведів. На ній, особливо актуальній у час, коли велася російсько-шведська війна 1808—1809 років, позначився патріотизм, націоналізм і ненависть до Росії. Цю ненависть Теґнер плекав упродовж всього свого життя. «Бойову пісню» надруковано у другій половині 1809 року.
У 1808—1809 роках Теґнер читав лекції з естетики. 6 грудня 1810 року він дістав звання професора. Влітку 1811-го поїхав до Ремена на похорон свого тестя. Там Есаяс написав поему «Свейська держава» / Svea, характерну реваншистськими настроями, цього ж року подав її на розгляд журі й здобув Велику премію Шведської академії. Ще 1809 року в пісні «Н. Ф. Спарршельд» / N. F. Sparrsköld він висловив жаль, що Швеція втратила Фінляндію. У пісні «До принца-наступника Карла Августа» / Till kronprinsen Karl August дав вираз знову пробудженим надіям на поновлення історичної справедливості й щасливе майбуття Швеції. Обидва ці мотиви поєднано у «Свейській державі». На практиці цей твір мав політично-пропагандистську мету — закликав до війни й до плекання національної самосвідомості. Прочитаний в ретельно підібраних уривках на святкових зборах академії, він здобув схвальні відгуки. Варта уваги, зокрема, висловлена в ньому думка про те, що Швеція відвоює Фінляндію, залишаючись у своїх теперішніх кордонах. Завдяки «Бойовій пісні» Теґнер став відомий у літературних колах, а завдяки «Свейській державі» увійшов у число чільних поетів країни. Цю патріотичну поему опубліковано в анналах Шведської академії 1817 року.

### Гаутське товариство і скандинавізм

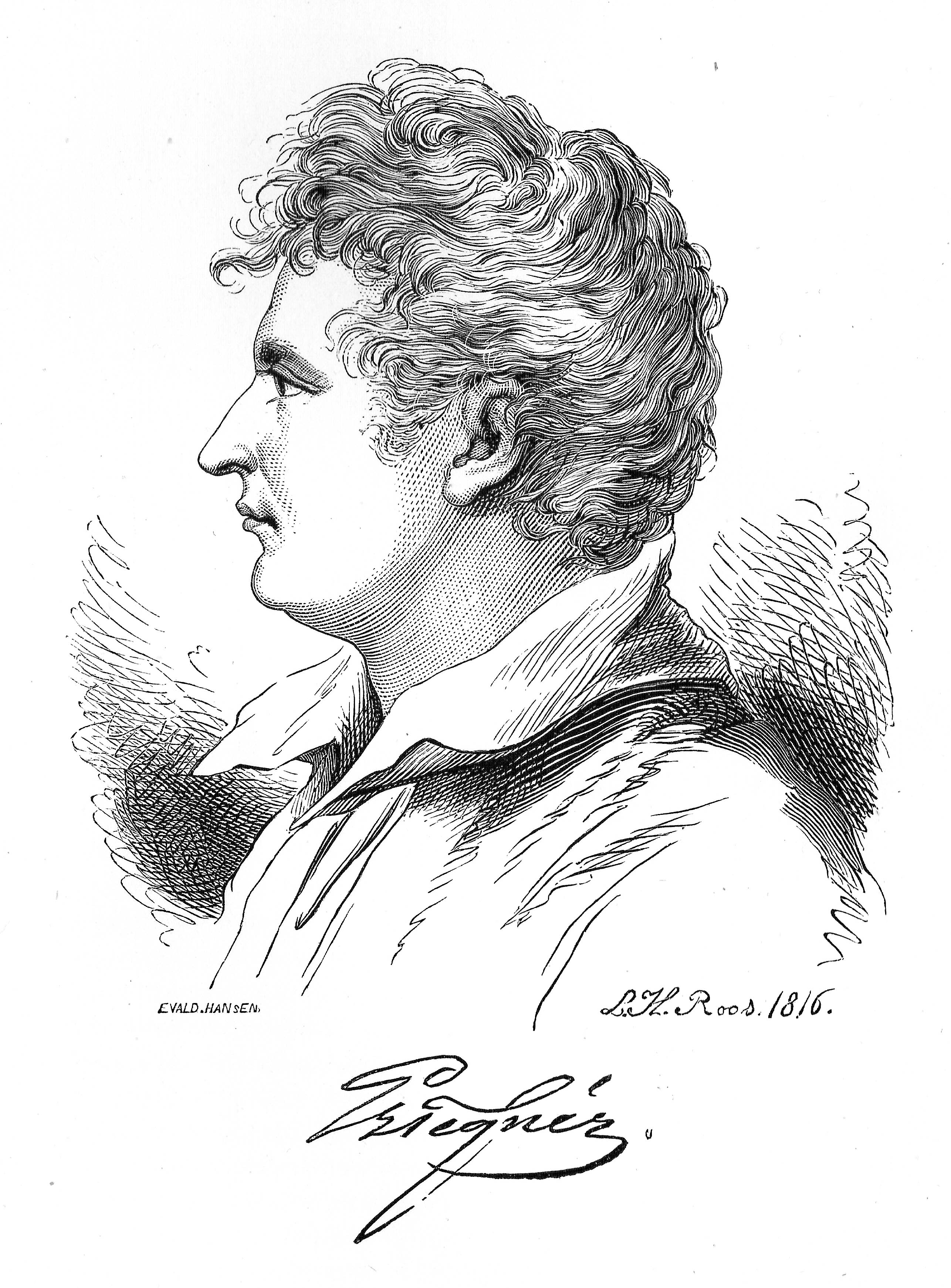
Есаяс Теґнер у 1816 році. За твором Леонарда Рооса аф Єльмсетера.

У лютому 1812 року Теґнер вступив до Гаутського товариства (там дістав псевдонім «Будвар Б'ярке» / Bodwar Bjarke) і в журналі, що видавало це товариство, «Ідуна» / Iduna опублікував упродовж року кілька віршів: «Травнева пісня» / Majsång, «Вогонь» / Elden (написаний у 1805-му, ґрунтовно перероблений), «Піхви» / Skidbladner і «Перелітні птахи» / Flyttfåglarne.
26 лютого того ж року він був призначений професором грецької мови в Лундському університеті й водночас дістав пребендний пасторат (Стевіє і Лакаленґа). Свою вдалу й швидку академічну кар'єру, що значно сприяла його літературним досягненням, він завдячував головно ректорові університету — Ларсові фон Енґестрему. Написавши й захистивши наукову роботу в царині богослів'я, він був висвячений 20 грудня 1812 року й у зв'язку з тим написав поему «Священиче рукоположення» / Prästvigningen, яка, зі слів Франса Міхаеля Францена, «променіє небесною красою» і якою захоплювався Пер Данієль Аттербум.
У 1813 році Теґнер присвятив вірша «Герой» / Hjälten кумирові своєї юності — Наполеону, якому загрожувала Шоста антинаполеонівська коаліція і який після битви під Лейпцигом позбувся трону. Вірш написано ще перед битвою, але автор насмілився його опублікувати аж у 1828-му, хоча цей твір масово переписували й поширювали. У тому ж таки 1812-му написано поезії «Ранішній псалом поета» / Skaldens morgonpsalm, «Часи Аси» / Asatiden і, ймовірно, «Пісня до сонця» / Sång till solen.
Наслідком падіння Наполеона стало, крім іншого, об'єднання двох королівств Скандинавського півострова. Теґнер привітав цю подію поемою «Нуре», оприлюдненою на академічних зборах у Лунді (лютий 1814), скликаних з нагоди святкування Кільського миру 1814 року. Поет, що досі віддавав шану Наполеонові й був противник політики Карла XIV Югана Бернадота, зокрема союзу з Росією, не згадав у поемі принца-наступника Карла Августа, але й без того вірш відповідав програмі скандинавізму, яка не узгоджувалася з політичною ситуацією. Саме тому «Нуре» набула популярнності в Норвегії.

### Боротьба за поняття: розум і почуття

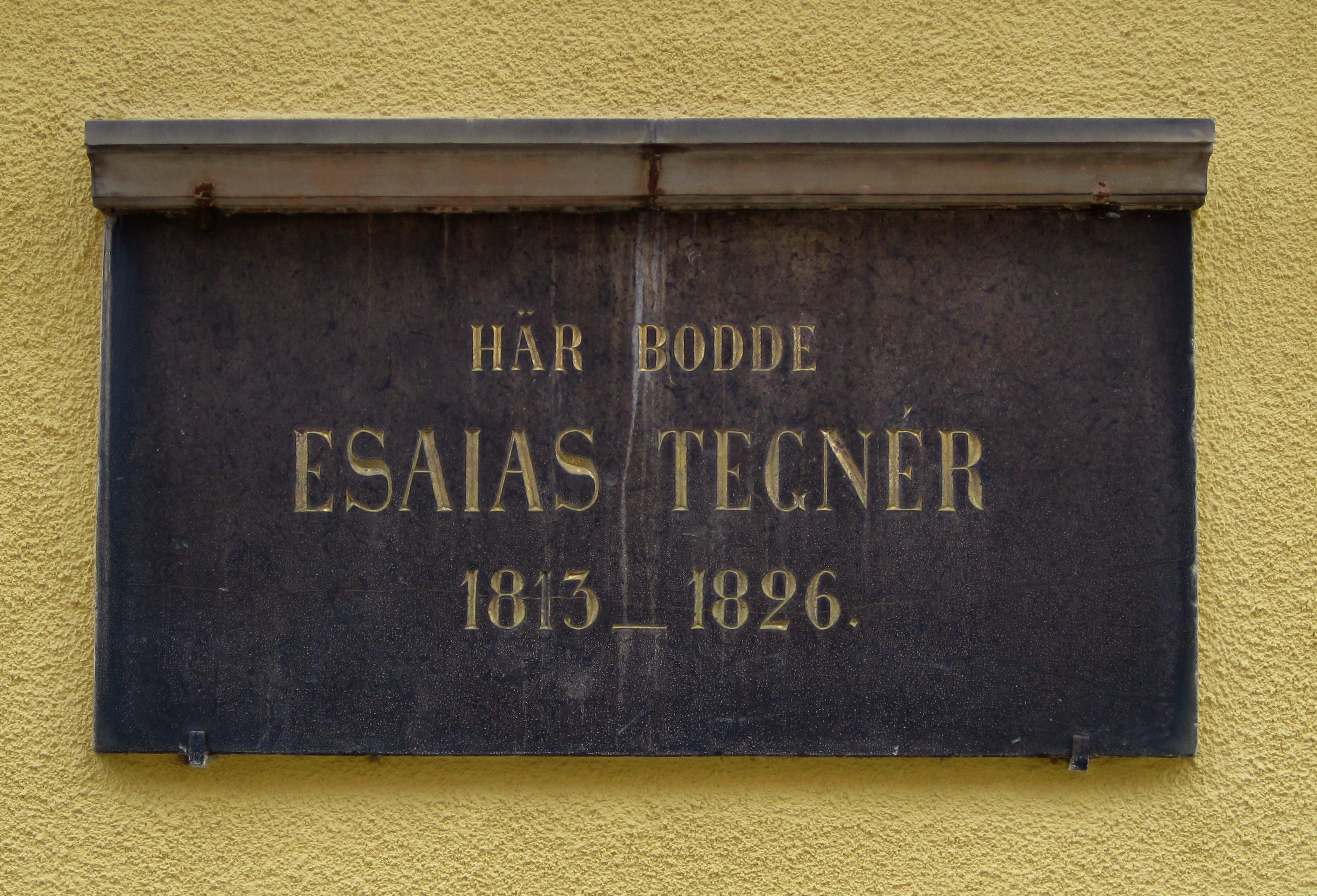
Пам'ятна таблиця на стіні будинку в Лунді, де Теґнер проживав з 1813 по 1827 рік. Тепер тут музей Теґнера.

У боротьбу, що з 1810 року тривала між представниками старої школи і нової — романтичної, Теґнер не втручався, хоча обидві сторони закликали його взяти участь. Перших — ґуставіанців, він глибоко шанував, попри те, що зовсім інакше, ніж вони, уявляв завдання поезії й не поділяв аргументів, які в полеміці висував очільник старої школи — Пер Адам Валльмарк. Теґнер вважав, що з числа адептів нової школи тільки Аттербум має талант, і неприхильно ставився до полемічно-критичної діяльності упсальських романтиків. Не сприймав їхньої метафізичної, спекулятивної й настроєво-мелодійної поезії. З часом ця нехіть ставала дедалі виразніша. Розрив, який з самого початку був тільки в плані естетичних понять, поширився на план політичних поглядів. Будучи ворогом Священного союзу, Теґнер протистояв так званій історичній школі. Дедалі гостріші негативні відгуки Лоренцо Гаммаршельда й інших літераторів про Теґнерову творчість викликали не тільки різкі випади на зразок вірша Hammarspik (автор обіграв дослівне значення прізвища: hammare — молоток, скеля; sköld — щит, панцир; spik — цвях), але й рішення безпосередньо втрутитися в боротьбу. З обох сторін протистояння були їдкі репліки, висловлені в листах і приватних розмовах. Старший брат Есаяса Теґнера Елуф був великий прихильник старої літературної школи і великий противник нової. 1815 року він помер, і Есаяс Теґнер написав жалобного вірша «Леопольдові» / Till Leopold, в якому застеріг від привида, що з «кров'ю на руках і безумством в очах» встає із середньовічного гробу й накидає чорну єзуїтську сутану на землю. Автор закликав відомого шведського літератора Карла Ґустафа аф Леопольда згуртувати навколо себе старих поетів, щоб обстоювати світло та правду й боротися проти «банди з мороку». Цей твір опубліковано після смерті автора у зібранні його творів, яке видав Беттігер.
1816 року Теґнер узяв активну участь у спробі заснувати журнал, який мав би служити противагою літературному часопису Svensk litteraturtidning. Спроба не вдалася, бо засновники, не маючи спільних засад, не могли узгодити свої багато в чому відмінні, а то й суперечливі інтереси. У листі до Карла Ґустафа аф Леопольда Теґнер написав, що корінь зла полягає далеко не тільки в діяльності писак-рецензентів в Упсалі, бо «ці копіювальні машинки — не що інше, як сліпе знаряддя носіїв небезпечного духу сучасності». Такий непримиренний тон цього виразу можна пояснити й тим, що Теґнер тоді перебував у депресивному стані. 1817 року у відомій промові, присвяченій трьохсотліттю від початку Реформації, він не дуже доречно в контексті святкування засудив як старі, так і нові погляди на світ. Говорячи про Просвітництво XVIII століття, Теґнер піддав критиці матеріалістичне розуміння мистецтва, релігії і науки, засилля раціоналізму, переважну тенденцію до практицизму. Оголосив, що його душа противиться таким способам підтинати крила духу, і віддав пріоритет людській гідності, свободам совісті та слова, чіткій реалізації цих свобод — змістом і формою. Вісімнадцяте століття «впало в гріх», а тепер, коли дійшло кінця панування теорії тверезого розуму, не дивно, що уява, «легковажна божа дитина в прикрашених трояндами шатах, пізнавши свою знову здобуту свободу, заглядає всюди, навіть туди, куди не слід». На жаль, люди, як видається, кинулися з однієї крайності в іншу. Гаразд, що стали релігійніші, але вважають релігію «не річчю, що стоїть тільки на почуттях і вірі, а якимсь додатком до нинішньої метафізичної системи». Домагаються ґрунтовності в науці, проте нехтують ясність і упорядкованість. Слушно вимагають, щоб у мистецтва був важливий і глибокий зміст, однак «нав'язують нам поезію без форми й означеності […], що привидом блукає в місячному світлі й змальовує свої розпливчасті образи — на хмарах». Промовець висловив сподівання, що «з боротьби ворожих один одному елементів постане краще й гарніше створіння». Такий виступ, звичайно ж, роздратував обидві сторони. Валльмарк опублікував у часописі Allmänna journalen різкий і уїдливий відгук, а в журналі Svensk litteraturtidning ствердили, що в Теґнера немає духовності, любові й священної поваги. Мовляв, його вірші постають у мозку, а не в серці; вони, звісно, осяйні й блискучі, але нагадують опромінений сонцем айсберг на Північному полюсі.
1823 року в промові з нагоди одруження кронпринца у день святого Оскара Теґнер виклав свої політичні переконання. На його думку, ідеальна форма правління — це конституційна монархія, причому конституція має бути не «спекулятивною», а «історичною», що «зростала й формувалася разом із народом». Промовець гостро виступив проти політичної реакції, яка панує в Європі, й висловив сподівання, що в нинішній боротьбі «мають нарешті перемогти помірковані партії. У сучасних умовах справдешня політика — це посередник».

### Вступ до Шведської академії. Дальша кар'єра

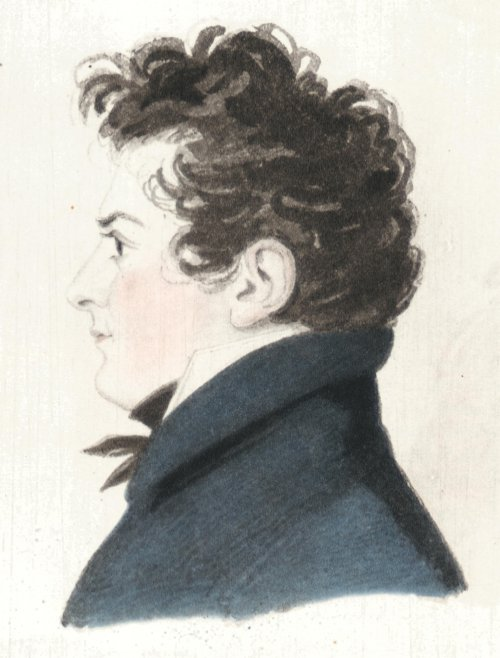
Есаяс Теґнер у 1820-х роках. Портрет роботи Леонарда Рооса аф Єльмсетера (1787—1827).

У 1817-му Теґнер написав «Зоряну пісню» / Stjärnsången і «Мову» / Språken, а в наступному році — пісні «Карл XII» / Karl XII і «Гаутський лев» / Göta lejon, які здобули широке визнання. Обраний до Шведської академії 5 листопада 1818 року, на інавґурації 22 червня 1819-го він виступив з власним твором «Пам'яті Уксеншерни» / Minne av Oxenstierna, у якому віддав данину своєму попередникові в кріслі № 8 і вишукано описав Ґустава III та його епоху, чим дуже заімпонував ґуставіанцям. Говорячи про мовні засоби поезії і красномовство, він подав головні засади своєї естетичної програми. Цього ж року Теґнерів вірш Halkan / «Галкан», анонімно надрукований у Stockholms-Posten, дістав численні схвальні відгуки.
Виступаючи як член комісії на урочистому присудженні магістерських учених звань у Лундському університеті 1820 року, Теґнер закінчив промову своїм славетним віршем «Епілог» / Epilog, який «з блискавичною швидкістю облетів країну й усюди викликав захоплення», простим, але художньо довершеним — з глибоким змістом і досконалою формою. Автор спокійно й стримано провадить полеміку проти романтизму. Прагнучи захистити містичність у поезії, Аттербум дав відповідь на цей твір, причому почав її такими словами: «Так, „Епілог“ прекрасний, і ти не без підстав віддаєш похвалу ясності та чіткості. Ти завжди був блискучий, а тепер ще й маєш слушність». У цьому обміні думками Теґнер, зачарований Аттербумовим віршем «Заклик до миру» / Fridsrop, назвав його «найсправедливішим, найблагороднішим і найгарнішим твором, будь-коли написаним у Швеції» і відмовився від дальшої дискусії.
Релігійну ідилію «Перше причастя дітей» / Nattvardsbarnen (1820) Теґнер присвятив своєму колишньому вчителю й благодійнику Маттіасові Нурбергу. Автор благоговійно описав конфірмацію у вермландській сільській церкві й у простих словах священика передав його гуманізм і побожність. Вибрав гекзаметр — розмір, що його сам-таки розкритикував ще в 1811 році. Вірш мав успіх не тільки у Швеції, але й за кордоном, особливо в Німеччині.
Одужуючи у грудні 1821-го після хвороби, Теґнер написав поему «Аксель» / Axel (надруковано у 1822), що починається з присвяти Леопольдові, й це глибоко зворушило старого поета. У поемі відчувається вплив Байрона.

### «Сага про Фрітьофа»

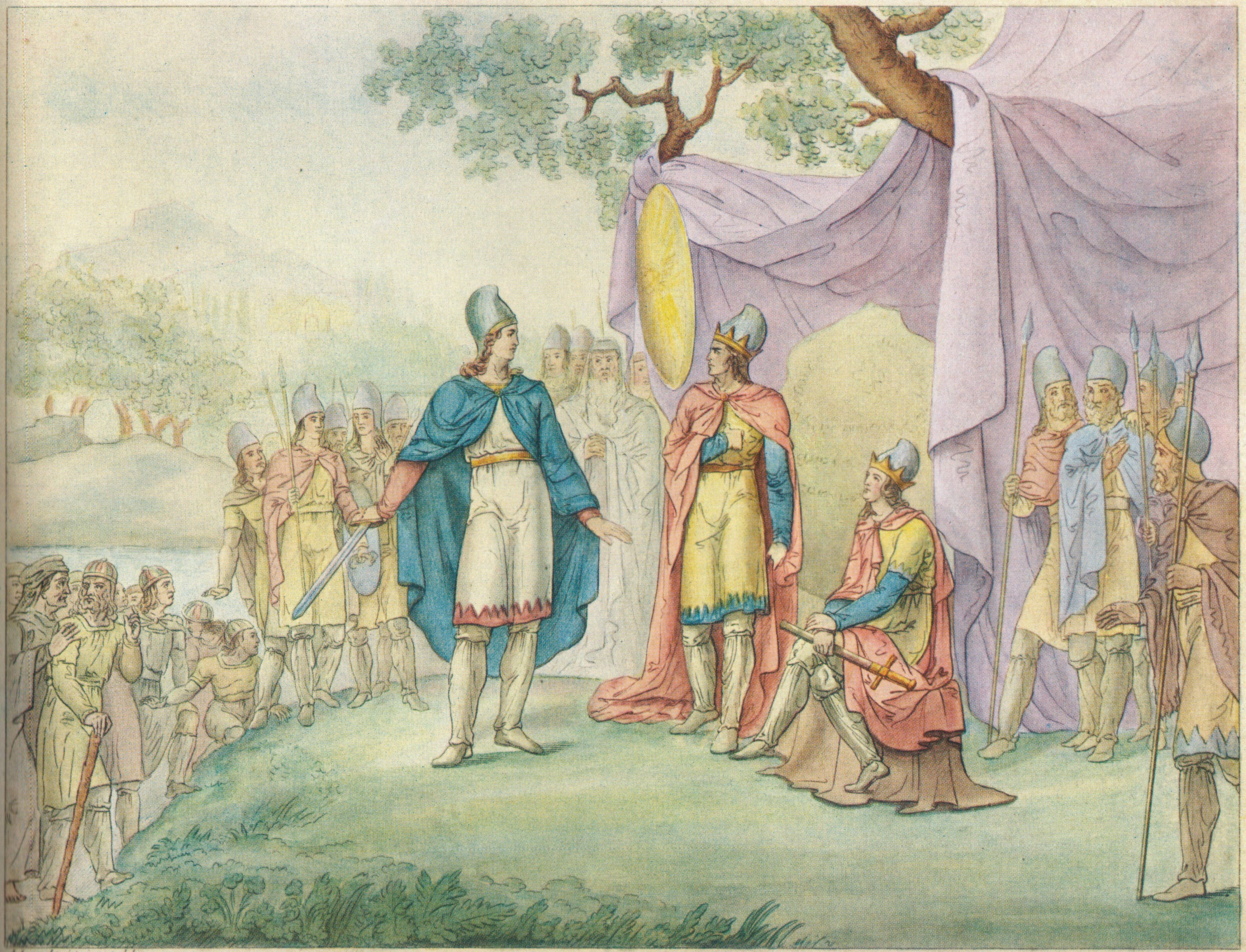
«Сватання Фрітьофа». Розмальована вручну гравюра роботи А. Лундквіста з третього видання «Саги про Фрітьофа». 1827 рік.

У той час, коли вийшли ці два останні вірші, Теґнер працював над «Сагою про Фрітьофа» / Frithiofs saga за мотивами ісландських саг. Зразком цього найбільшого його твору послужила «Гельґа» / Helga данського письменника Еленшлеґера. Можливий також вплив «Раґнара Лодброка» / Regner Lodbrok, якого написав німецький літератор Фрідріх де ла Мотт-Фуке. Наприкінці 1819 року Теґнер згадав у листі про «Сагу». Ймовірно, що тоді він уже взявся до неї. Восени 1820-го в «Ідуні» опубліковано розділи XVI—XIX, які викликали одностайне схвалення читачів і критиків, зокрема Аттербума. Такий самий відгук мали надруковані 1822 року в тому ж журналі пісні XX—XXIV. В останній з усіх, що зветься «Примирення» / Försoningen, полягає ідеологічна основа «Саги» — своєрідний християнський платонізм в оболонці міфів про скандинавського бога Бальдура (Бальдра, Бальдера). Розділи твору, в яких ідеться про Фрітьофове кохання, завершено вже після того, як автор пережив глибоке захоплення двома жінками. Це Евфросинія Пальм й баронеса Мартіна фон Шверін. Гіркий випад проти жіноцтва у «Сазі про Фрітьофа» свідчить про те, що глибоке розчарування, яке охопило Теґнера в середині 1820-х років, викликано також невдачами в інтимному житті.
На початку 1825-го були готові перші п'ятнадцять пісень, а в травні того ж року вивершено всю «Сагу». Ще на час свого вступу в члени Гаутського товариства Теґнер ствердив, що мета цього товариства не може обмежуватися високою патріотичною ідеєю відродження старовинних скандинавських традицій. Хотів, щоби в «Ідуні» були не тільки вірші на таку тематику. На противагу Лінґу, Теґнер не вважав синонімами означення «гаутський» («готський», «гетський») і «патріотичний». Лінґова гаутська поезія подекуди відображала хибне розуміння минувшини, натомість Теґнер змальовував картину життя давніх героїв, додержуючи історичної достовірності й водночас не вражаючи патріотичних почуттів, притаманних тому часу. На його думку, поет має писати для своїх сучасників. Треба, щоб його розуміли, а для цього належить певною мірою «модернізувати» кожну тему, взяту з глибини віків. Цю міру неможливо канонізувати якимись певними правилами, вона залежить від смаку, чуття й натхнення самого автора.
Судячи з неймовірного успіху «Саги про Фрітьофа», Теґнер знайшов таку міру й зумів поєднати правдивість опису минувшини з актуальною потребою подавати легку для розуміння форму й викликати відповідні почуття. Дієвим засобом досягти такої мети стало зображення Фрітьофового характеру. Шляхетність і мужність — це, за Теґнером, неодмінні прикмети справжнього героїзму. Суто скандинавські риси головної постаті «Саги» — це надмірність у непокорі й браваді, схильність до печалі й смутку, а водночас і життєрадісність. Ще один дієвий засіб — це виклад класичного сюжету зі змінами, до яких вдався Теґнер, щоб, за його ж словами, «не доводити до крайності поетичний процес виокремлення подробиць». У кінцевому підсумку автор показав загальнолюдські стосунки, як-от любов, не давши їм забарвлення, властивого конкретному часу й місцю. Тож Теґнеру вдалося надати «Сазі про Фрітьофа» таку форму, яка відповідала духу співвітчизників і водночас викликала захоплення в усьому цивілізованому світі.
Небагато шведських поетичних творів набуло такого поширення, як «Сага». У Швеції до початку ХХ століття вона вийшла у більш як 60 виданнях. На той самий час у Данії та Норвегії налічувалося разом п'ять перекладів твору і двадцять два видання. В Німеччині й Великій Британії ці показники становили, відповідно, двадцять чотири і п'ятнадцять; тридцять і понад сто. «Сагу про Фрітьофа» перекладено такими мовами, як вірменська, фінська, французька, нідерландська, ісландська, італійська, латинська, польська, румунська, російська, чеська, естонська та угорська.

### Депресія і шлях до єпископського сану

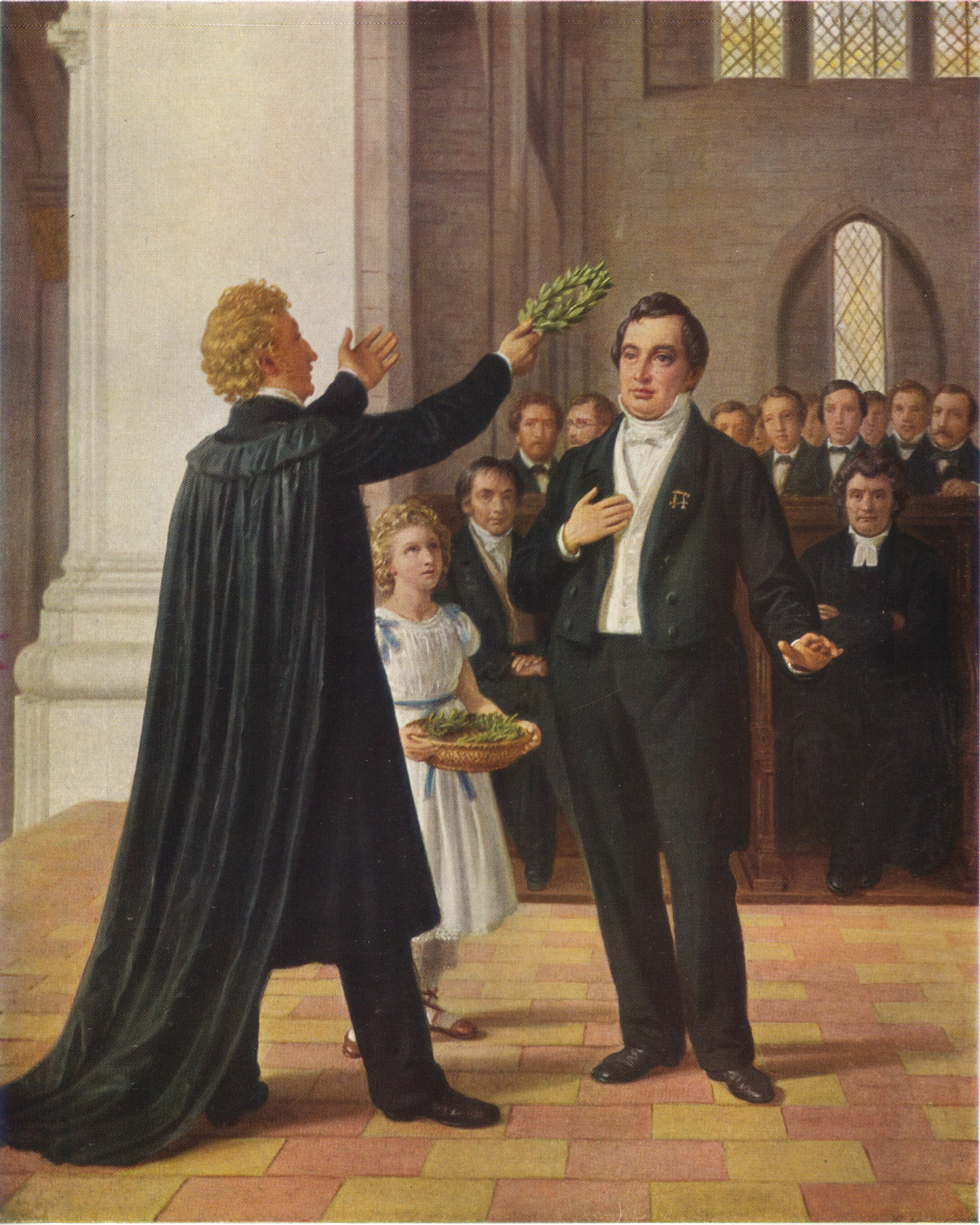
Лунд, 1829 рік. Есаяс Теґнер кладе лавровий вінок на голову Адамові Еленшлеґеру. Картина Константина Гансена (1804—1880).

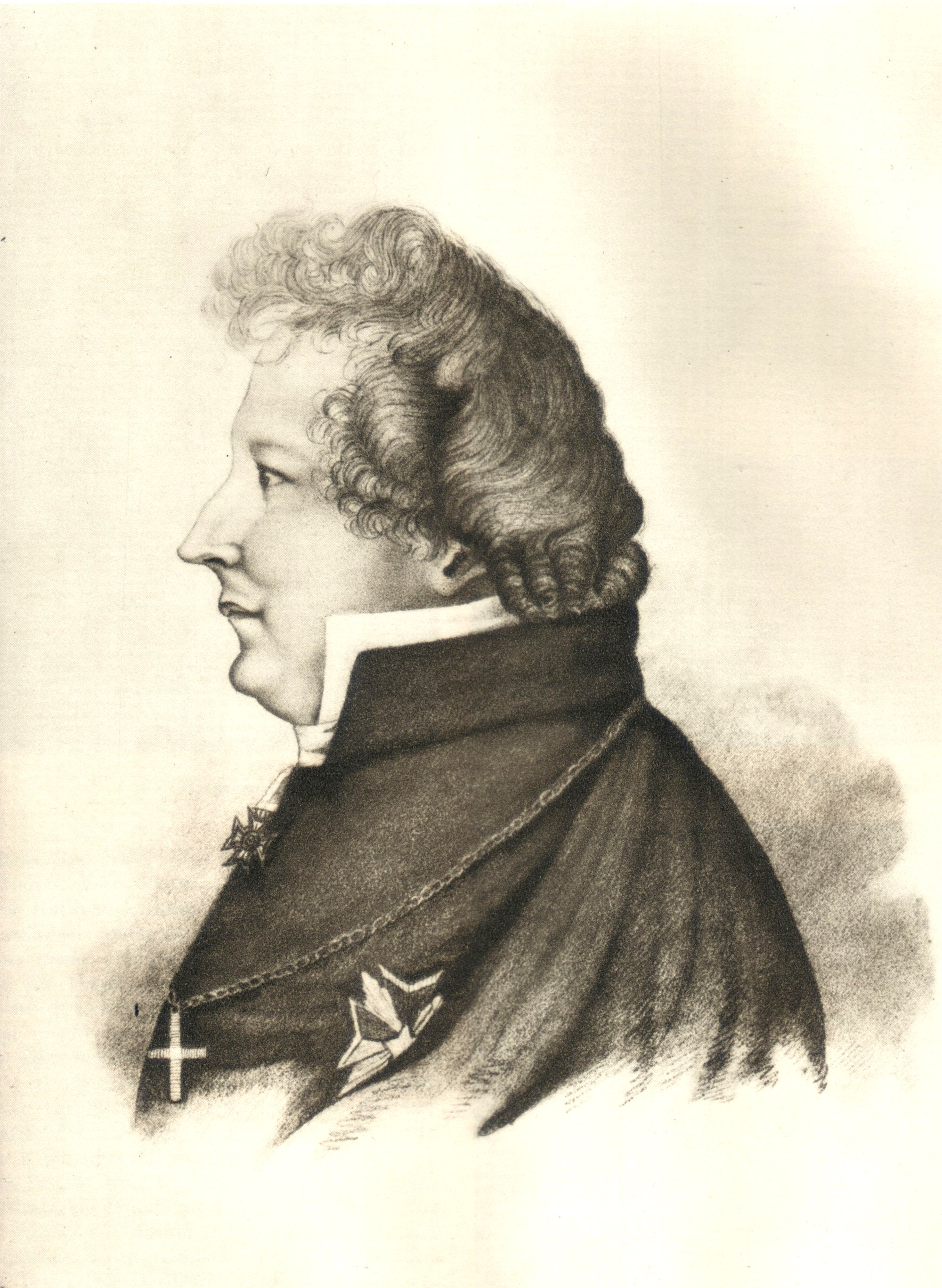
Есаяс Теґнер. Приблизно 1838 рік.

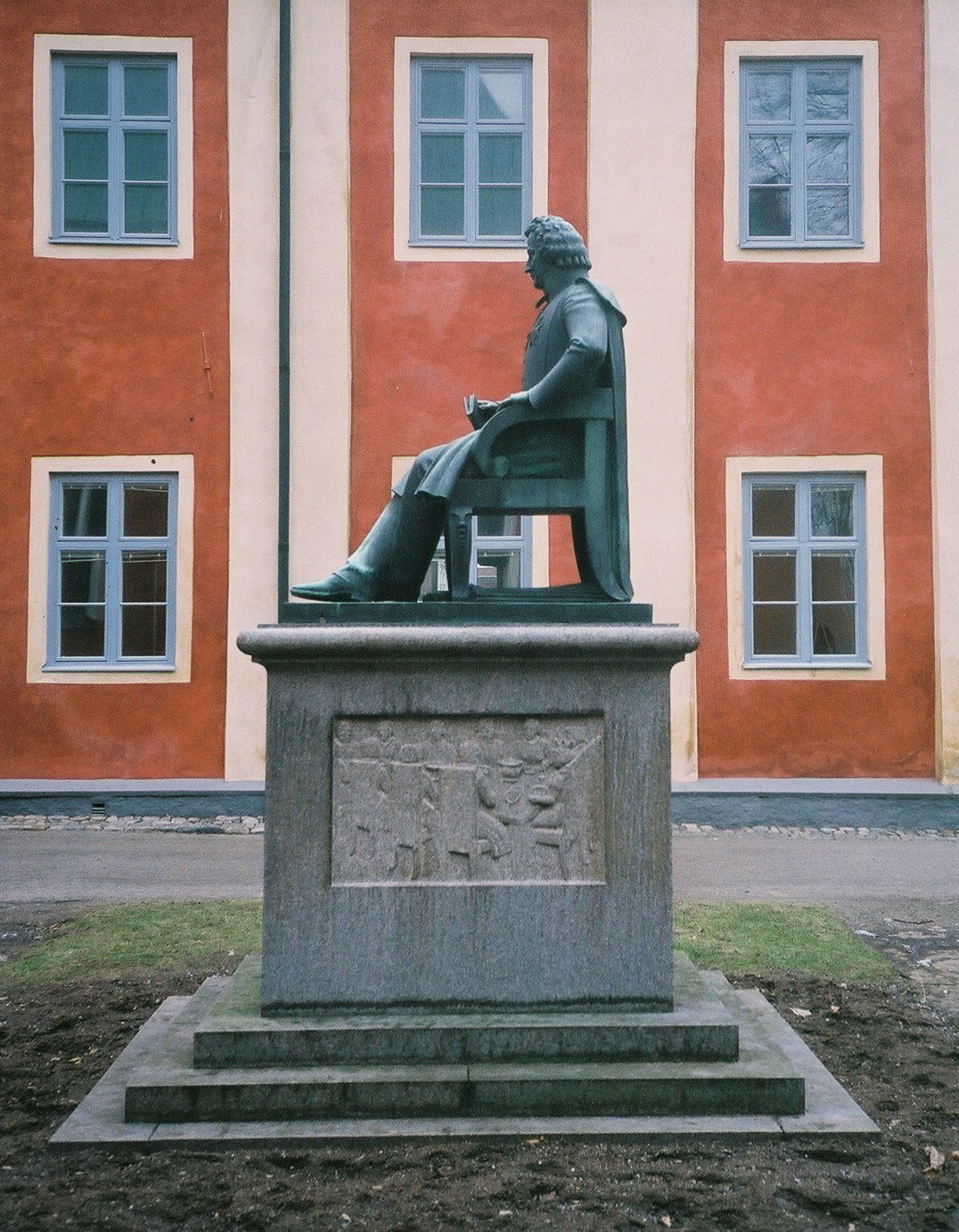
Статуя Теґнера біля катедральної школи у Векше, де він виголошував свої відомі шкільні промови. Скульптор Арвід Челльстрем, 1926.

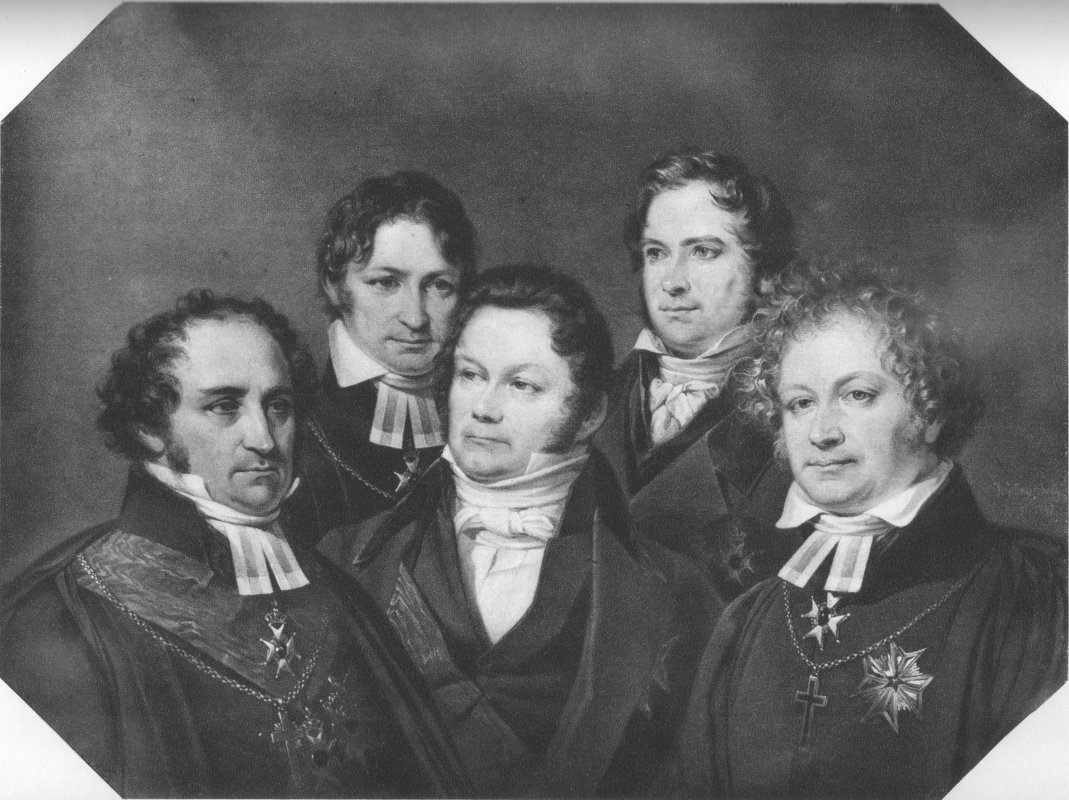
П'ять славетних шведів XVIII століття. Зліва направо: Юган Улоф Валлін (архієпископ), Франс Міхаель Францен (єпископ), Єнс Якоб Берцеліус (хімік), Ерік Ґустав Гейєр (літератор) і Есаяс Теґнер.

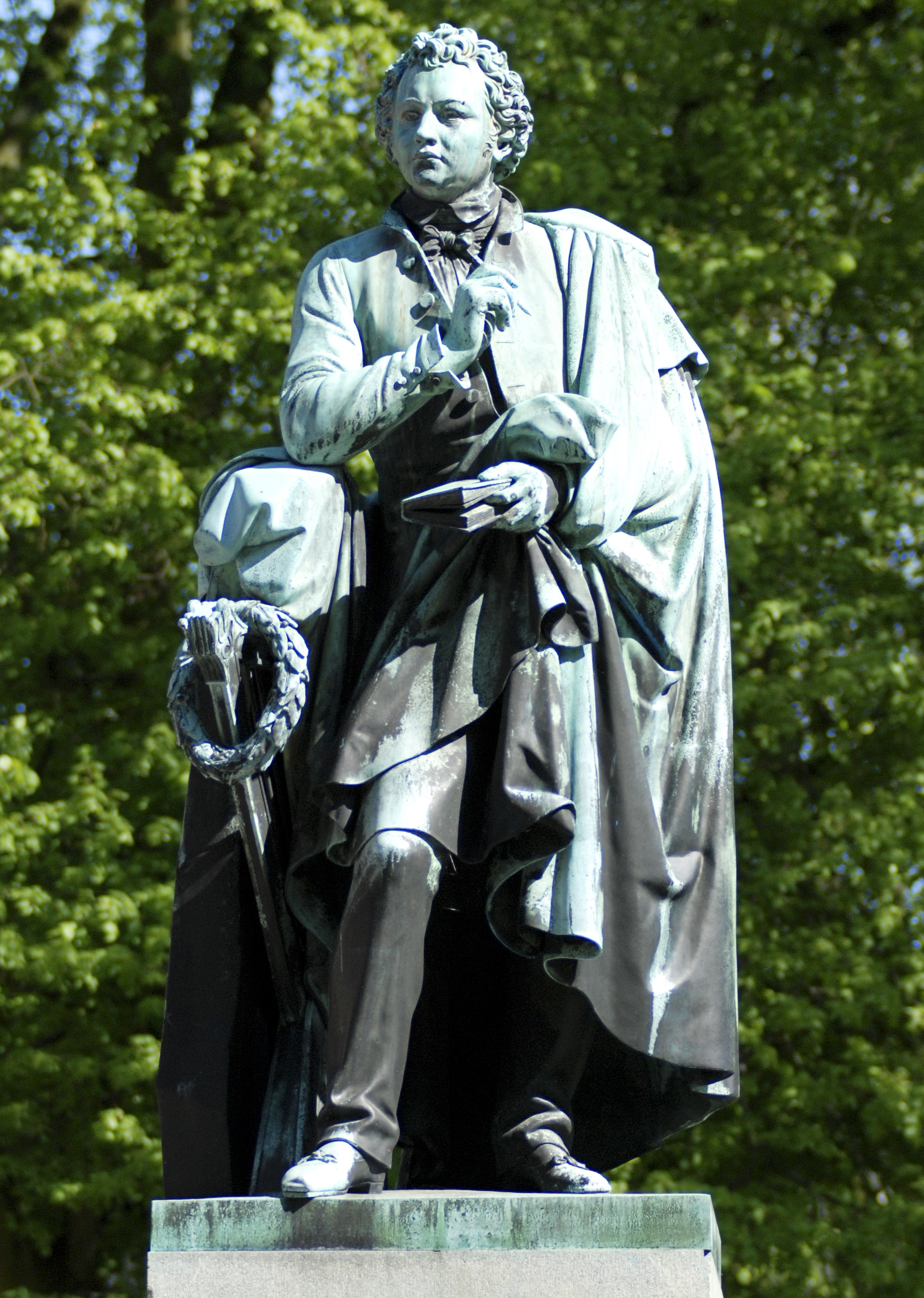
Статуя Есаяса Теґнера в Лунді, на площі, названій його іменем. Скульптор Карл Ґустаф Кварнстрем, 1849 рік.

Діставши в липні 1822-го парафію й пасторат у Реслеві й Східному Карабю, Теґнер хотів якогось прибутковішого сану чи посади. Наступного року звільнилося місце єпископа у Векше. Шведський політичний і релігійний діяч Крістофер Ісак Геурлін, приятель Теґнера, усіляко інтригував, щоб той на єпископських виборах здобув найбільше число голосів. Отож 25 лютого 1824 року Теґнера призначили єпископом — сорок третім у Векше за всю історію християнства у Швеції. 9 квітня він прочитав останню лекцію на тему форми і змісту еллінської поезії. Насамкінець сказав кілька напутніх слів численним слухачам. У цій авдиторії Лундського університету, як згадував Карл Вільгельм Беттігер, «кожна думка бриніла нечутним зітханням, у кожному слові ховався придушений плач».
31 травня, після поїздки до Упсали, Теґнера висвятили на єпископа. Ще два роки він перебував у Лунді. Тоді в нього якраз настав один із періодів меланхолії й пригніченості, що траплялися кожних вісім-десять років. Про це свідчить його тогочасна приватна кореспонденція з відчутним відбитком печалі й тривоги. Яскравий вияв такої депресії — це пронизаний глибоким світовим болем вірш «Меланхолія» / Mjältsjukan (1825), понурий дисонанс із демонстративно оптимістичною «Піснею» / Sången (1819) — реплікою на елегійний вірш Ґумгеліуса. Провідавши 1825 року Теґнера в Лунді, Ерік Ґустаф Гейєр і Пер Данієль Аттербум побачили, що поет запав у безмежний відчай і «купається в сльозах». Теґнер запевнив, що покінчив із поезією, перепросився перед Аттербумом і попросив його стати рятівником шведського віршування. Допіру у травні 1826-го Теґнер виїхав із Лунда й у листі до поета Карла Ґустафа фон Брінкмана наголосив: «Розставання коштує мені більше, ніж ти знаєш, і більше, ніж тобі належить знати».
Теґнер остаточно переселився й осів у єпископській резиденції, що в Естрабу, аж 1 травня 1827 року.
Через три роки після переїзду він знову відвідав Лунд. Найстарший син поета, Крістофер Теґнер, мав одержати лавровий вінок на урочистості присвоєння магістерських звань 1829 року, а що на той час був відсутній проректор університету, то лат. «venia promovendi» доручили виголосити Есаясові Теґнеру. Він розпочав церемонію з вірша «Пролог» / Prolog, суголосного «Епілогу» з 1820 року, але написаного в зовсім інших тонах. Увесь твір пройнято тихим смутком, який наприкінці зникає, поступившись місцем сердечному привітанню, з яким Теґнер «во ім'я пісні, во ім'я вічності, що відчувається в „Гаконі“ й „Гельзі“», поклав лавровий вінок на голову Адамові Еленшлеґеру, що випадково опинився на урочистості. Ця данина й почесть талантові данського поета мала історичне значення. На її основі постала ідея зближення університетської молоді скандинавських країн. Теґнерові слова «минулися часи розбрату» відгукнулися в усіх цих країнах.
Зразу ж після свого призначення на місце єпископа Есаяс Теґнер взявся ретельно готуватися до свого нового покликання. З його слів, не хотів «ганьбитися перед своїми священиками», тож кілька років дуже старанно вивчав богослів'я. Він ніколи не був релігійним ортодоксом. Згідно з Евертом Вранґелем («Записки, присвячені П. Ґ. Еклунду» / Skrifter tillägnade P. G. Eklund, 1911) і Натаном Седерблумом, Теґнер перебував під сильним впливом гуманізму Йоганна Ґотфріда Гердера і мав погляди, близькі до платформи супранатуралістичних раціоналістів, адептів віри в одкровення. Його листування з Брінкманом та інші пам'ятки свідчать про Теґнерову внутрішню боротьбу. Прийнявши священичий сан у 1812 році й побажавши стати не простим пастором, а єпископом, Теґнер згодом часто нарікав, що ці нові обов'язки забирають весь вільний час, а однак старався їх докладно виконувати. Наполегливо й успішно він піднімав моральний та інтелектуальний рівень смоландських священиків. Присвятив себе справі освіти та шкільництва й у Церкві вбачав передусім установу, що має сприяти поширенню ідеалізму й гуманізму у світі.
У 1835 році Теґнера обрали членом № 445 Шведської королівської академії наук, а 13 листопада 1838 року він став почесним членом Шведської королівської академії історії літератури і старожитностей.

### Теґнер як оратор
Упродовж цих років Теґнер рідко друкувався, зате багато виступав. У Векше та Єнчепінґу він виголошував шкільні промови з нагоди щорічних іспитів. Не завжди сказане стосувалося школярів і їхнього навчання, бо Теґнер завжди користався можливістю висловити те, що лежить на серці, й не дуже дбав про доречність. Крім того, він промовляв на хіротоніях, різноманітних церковних посвяченнях, під час офіційних єпископських візитів. Ці виступи були шедеври формою і змістом. Привертали пильну увагу слухачів також тоном, відповідно добраним до теми, який «спонукував прекрасне схилятися перед священним і радо жертвувати високе задля найвищого».
Як оратор, Теґнер посідав місце серед найкращих практиків цього мистецтва й відзначався багатством думок, гострих і водночас легких для сприймання. Виступи характерні влучними висловами, гарними й змістовними образами, дотепними репліками-знахідками. У такому стилі, як зауважив шведський учений Карл Адольф Аґард, поєднується «блискучість Жана Поля з класичною гармонійністю Йоганна Вольфґанґа фон Ґете». Мова Теґнера відзначається свіжістю та безпосередністю, й це справляє на слухачів враження, що вони заглядають у душу оратора. З промовами подібно як з віршами: «їх не компонують, їх творять на одному подиху». Теґнера-промовця цінували навіть ті, що не належали до прихильників його поезії. Єпископ Мартенсен, що мав Теґнера за посереднього літератора, написав у листі (1879): «Я щиро відданий Теґнерові й подивляю його передусім як оратора».

### Теґнер як автор листів
Свіжість і безпосередність, невід'ємні риси Теґнерових промов, ще більшою мірою притаманні його епістолярній спадщині. Ці листи відзначаються не карбованістю, як у ґуставіанців, а легкістю. У Теґнера стиль оповіді природніший і різноманітніший. У плавному викладі чергуються іскристі жарти з глибокими й серйозними розмірковування так природно, що постає враження безпосереднього спілкування з адресантом. Саме це і є найбільшою перевагою — з погляду адресата. Найприкметнішою властивістю Теґнерового листування є мистецтво дотепного характеризування, з яким автор винахідливо й невимушено, яскраво і влучно подає свої враження й думки. На жаль, знищено чи не всі листи, що він у 1830-х роках написав Емілії Селльден, в яку кілька років був закоханий. У віршах, що належать до найціннішої інтимної лірики Теґнера, як-от «Єдина» / Den enda, «Давно тому» / För länge sen, «Мертвяк» / Den döde, автор вилив свою пристрасну любов до Емілії.

### Поетична творчість Теґнера-єпископа
Причина того, що Теґнер, ставши єпископом, писав менше віршів, ніж було раніше, полягає не тільки в браку вільного часу, але й у слабкому фізичному та психічному здоров'ї. Ще в Лунді він почав поему «Ґерда» / Gerda й написав до неї вступного вірша «Велетень Фінн» / Jätten Finn. У останні роки життя поет знову взявся до цієї роботи, але підупав на силі так, що написане не годилося до друку. Найкращі вірші цього періоду — це «Пташині забави» (1828), дві пісні, приурочені до свята Ґустава Адольфа (1832), вітальні звертання у Шведській академії до Аґарда (1834), характерні шаленими випадами проти лібералізму, «Ґрафстрем» / Grafström (1840), «Аттербум» / Atterbom (1840) і знаменита пісня «З нагоди п'ятдесятиліття Шведської академії» / Vid Svenska akademiens femtiåra minneshögtid (1836). До цього періоду належить також вірш про Наполеона. Тоді велася мова про те, щоб перевезти прах цього імператора з острова Святої Єлени до Парижа, і Теґнер у вірші «Наполеонова могила» / Napoleons graf (1831) закликав не чіпати місце, де спочив повелитель: «Застиг серед вулканів згаслих […] стовп прикордонний між двома світами — урна з його прахом. Хай далі там стоїть!»
Багато творів цього часу — це епітафії й жалобні вірші. Здавна їх мали за поезію, не варту особливої уваги, але Теґнер відчував, що зможе змінити цю думку й дати цьому жанру справжню художню цінність. Це йому вдалося. Зразками високої майстерності стали його твори, присвячені Леопольду, Валліну, Якобові Факсе, Нільсові Тролле та іншим.

### Парламентська діяльність. Душевна хвороба
З усіх обов'язків Теґнера як єпископа був один найприкріший — участь у роботі риксдагу. Ця діяльність аж ніяк не сприяла поліпшенню його підірваного здоров'я, від неї загострювалася депресія. Теґнер мало дбав про конституційні засади й незабаром став гостро виступати проти парламентської опозиції й радикальної преси. Він обурювався нападками лівиці на короля Карла XIV Югана й тим самим порушував свою психічну рівновагу. Щоб підлікуватися, кілька разів їздив на курорти. 1833 року він відвідав Карлові Вари, де викликав пильну увагу й познайомився з кількома відомими особами. Стан здоров'я не поліпшувався. У наступні роки Теґнер відпочивав у Варбергу й Гетеборгу, але й це мало зарадило. У тогочасних листах він не раз писав про свою порушену рівновагу. Наприклад: «Моя душа горить, серце обливається кров'ю, і пітьма часто покриває вершини думки в мозку. Я потерпаю від недуги, яку ви дуже лагідно прозвали іпохондрією, але ж її суто шведська назва — безумство. Це мій уділ, якого не відкинеш. Мені несила позбутися цього спадку».
У 1840 році Теґнер став відвідувати парламентську сесію. Лікарі не рекомендували йому їхати до Стокгольма, але Геурлін (тодішня ліберальна преса прозвала його злим духом Теґнера) наполягав на тому, щоб приятель підтримав фракцію консерваторів, і таки переконав його. Ходила чутка, що опозиціонери, тоді переважно дворяни, налаштувалися проти Карла XIV Югана і змушуватимуть його зректися трону. Такі відомості сердили Теґнера. Ще наприкінці 1839-го він опублікував вірш «Тінь Георга Адлерспарре» / Georg Adlersparres skugga, у якому застеріг перед насиллям преси і натовпу. На засіданні риксдагу поет зачитав звернення «До шведського дворянства» / Till svenska riddarhuset. Цей вірш нагадує про предків, що жили в часи могутності Швеції, і закликає перший стан парламенту поборювати «тероризм люмпенів, які повстають проти самодержавства». Природно, що ліберальні журналісти назвали Теґнера відступником від ідей свободи, причому висловлювалися про нього різкіше, ніж будь-коли. У кінці червня поет узяв відпустку, щоб відпочити після парламентських перипетій. Вдома Теґнеру погіршало. «Під душем він дивно поводився, — згадував Беттігер, — а тоді раптом трапився інсульт і стало видно ознаки божевілля». З поради медиків, хворого перевезли до столиці, а на початку осені — до Шлезвіґу, де помістили в лічниці для душевнохворих, якою керував відомий психіатр Петер Віллерс Єссен. У моменти просвітлення під час морської подорожі до Шлезвіґу Теґнер створив цикл «Подорожні фантазії» / Resefantasier, з якого третій вірш справляє особливо гостре враження.

### Останні роки
У травні 1841-го Теґнер зміг повернутися додому. Хоч слабкий і немічний, але швидко закінчив розпочату ще у Шлезвіґу «Принцесу-наречену» / Kronbruden — ідилічну поему, написану гекзаметром, єдину великоформатну річ, створену після переїзду з Лунда. Про цей не найкращий у поетовому доробку твір Беттігер сказав так: «Подекуди удар по струнах ліри виказує втомлену руку, й метрична побудова не всюди по-еллінському така легка, як-от у „Першому причасті дітей“». А проте навряд чи пізнати втому руки у вірші з присвятою Франценові. У ці останні роки написано ще кілька віршів, зокрема «До Карла XIV Югана» / Till Karl XIV Johan, у якому охарактеризовано шведську націю. Цей обсяжний вірш мав бути присвятою до зібрання Теґнерових творів, але король не дав на те згоди. 1845 року Теґнер востаннє виступив у гімназії, що у Векше, і слабким тремким голосом зачитав прощальне напучення учням. У серпні того ж року він попросився у відпустку. Прохання задовольнили. Повторний інсульт остаточно підірвав силу. В одному з останніх віршів — «Прощання з моєю лірою» / Afsked till min lyra — поет написав: «І жив я тільки в тії миті, коли співав пісень». І далі: «Зів'янь же на моїм чолі, вінку лавровий Феба, вмирай же, пісне, в мене на вустах». Вартий уваги вірш «Співоча діва і мрія» / Sångmön och drömmen — діалог, позначений романтичною містикою.
У жовтні 1846 року внаслідок ще одного нападу інсульту в Теґнера паралізувало лівий бік. 2 листопада того ж року, перед північчю, поет помер. Його поховали на цвинтарі у Векше.

## Теґнер і жінки

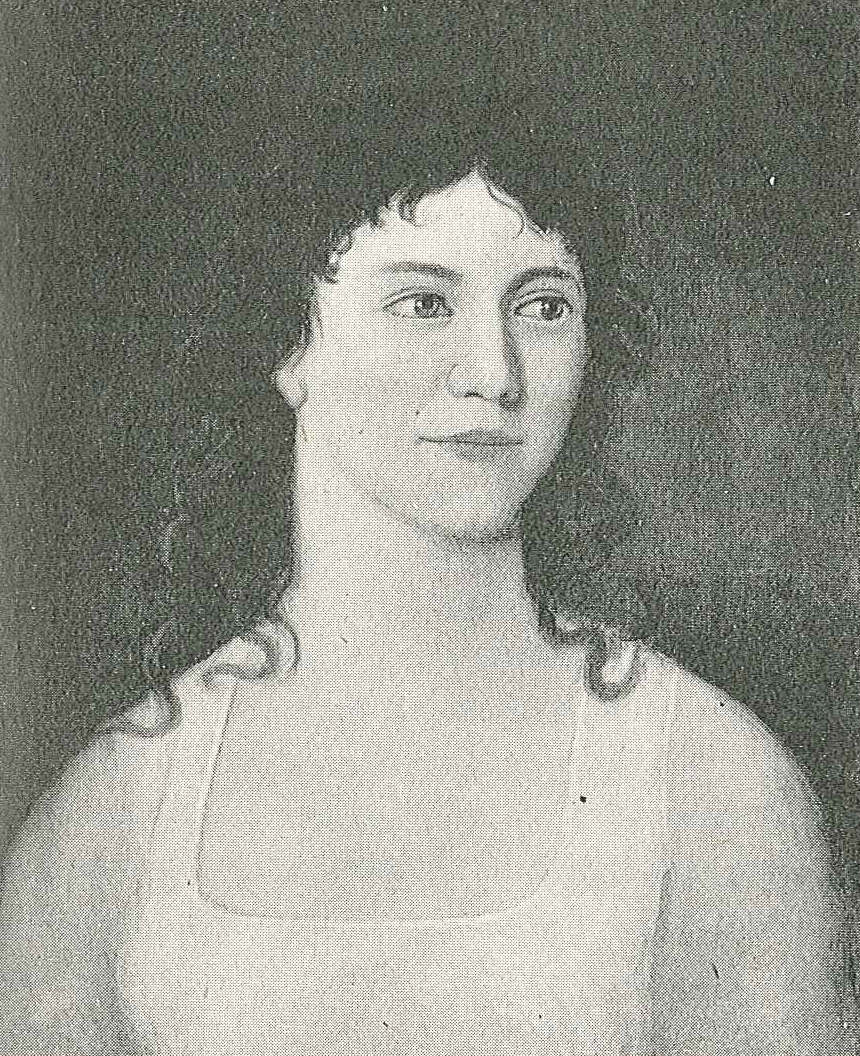
Портрет Теґнерової дружини Анни Мюрман (1785—1853) у молоді роки.

### Анна Мюрман
Влітку 1797 року чотирнадцятирічний Есаяс Теґнер уперше побував у ременській садибі Мюрманів, де його старший брат Ларс Ґустаф влаштувався працювати домашнім учителем. У батька родини Крістофера Мюрмана було дев'ять синів і дві дочки, серед них — дванадцятилітня Анна. Восени 1798 року Есаяс став домашнім учителем наймолодших синів цієї сім'ї. Відомо, що Анна підкрадала в батьків свічки для Теґнера, щоб він міг читати «Іліаду» й «Одіссею». У датованому травнем 1799-го листі до брата Елуфа Есаяс признався, що кохає Анну, причому про всяк випадок написав це грецькими буквами.
Будучи студентом Лундського університету, він з допомогою Елуфа потаємно від Крістофера Мюрмана надсилав листи його дружині й дочці. Запідозривши, що Анна листується з якимсь юнаком із Вермланду, Есаяс Теґнер приревнував її. Влітку 1802 року він відвідав Ремен, і там непорозуміння залагодилося. На обручках, якими Есаяс і Анна обмінялися на весіллі, викарбувано дату — 4 серпня 1802 року. Очевидно, цього дня відбулися таємні заручини.
Теґнер був змушений шукати роботу з відповідною платнею, щоб мати змогу оженитися. Офіційні заручини відбулися в середині літа 1805 року. В лютому 1806-го Теґнер купив житло на вулиці Ґробредершґатан у Лунді. 22 серпня 1806 року Есаяс і Анна одружилися в Ремені, а восени оселилися в цьому житлі. 1813 року сім'я придбала садибу з великим одноповерховим будинком на розі вулиць Ґробредершґатан та Клустерґатан й проживала там до 1826-го, а тоді переїхала до Векше, де Теґнер був призначений єпископом.
Після заручин і до весілля Теґнер написав низку поезій, присвячених Анні, в яких називав її Лаурою — іменем коханої поета Франческо Петрарки. Єдиний вірш, у якому безпосередньо йдеться про Анну Мюрман, — це «Різдвяний лист моїй дружині» / Julbrev till min hustru, датований 1810-ми роками. Судячи з усього, Анна була дбайливою дружиною і матір'ю. У подружжя було шестеро дітей:
- Крістофер Теґнер (1807–1885) — доктор філології, пастор у Челльстурпі, батько Есаяса Теґнера-молодшого, мовознавця, члена Шведської академії (крісло № 9);
- Якоб Теґнер (1809–1810);
- Ева Марія Теґнер (1810–1818);
- Анна Єтільда Теґнер (замужем за Карлом Раппе), (1811–1885);
- Діса Ґустава Теґнер (у шлюбі Кульберг, Беттігер), (1813–1866). 1830 року побралася з лейтенантом Юганом Петтерлм Кульбергом, за п'ять років овдовіла, а в 1844 році вдруге одружилася — з Карлом Вільгельмом Беттігером, літературознавцем і філологом. Він видав перше повне зібрання творів Теґнера в семи томах (Стокгольм, 1847—1851), до якого написав біографію автора. Після смерті Есаяса Теґнера зайняв його місце у Шведській академії (крісло № 8);
- Ларс Ґустаф Теґнер (1814-1874).

### Евфросинія Пальм
З Евфросинією Пальм (тоді ще Гіссінґ, 1796–1851) Есаяс Теґнер познайомився не пізніш як у день святого Кнута, 13 січня 1816 року в Лунді. Цим двадцятим після Різдва днем у шведів закінчуються святки. За звичаєм, серед учасників святкування вибирають Кнутових сестер і їхніх Кнутових батьків. Цього дня Кнутовими сестрами стали Евфросинія і її рідна сестра Еріка, а їхнім Кнутовим батьком — нотаріус Якоб Юганнес Пальм (1774—1845), давній знайомий і сусід Теґнера в Лунді. Про цю подію Теґнер написав принагідного вірша «Кнутова сестра» / Knutssystern, яким допоміг Пальму посвататися до Евфросинії. Весілля відбулося восени того ж року, й відтоді Пальми й Теґнери часто зустрічалися. За твердженням знавця генеалогії Адріана Борга, сучасники «говорили про гарний співочий голос Евфросинії, та прославилася вона передусім як „Евфросинія-красуня“. Вона надихала Теґнера на творчість і, зокрема, стала прообразом Інґеборг у „Сазі про Фрітьофа“ та Марії в „Акселі“». Теґнер присвятив Евфросинії вірші «Сусідство» / Grannskapet, «Пташині забави» / Fågelleken й поздоровлення з нагоди іменин (1825 або 1826). Десь близько 1825 року він пережив розчарування, не дочекавшись взаємності від Евфросинії, і це пережиття вплинуло на образ головного героя «Саги про Фрітьофа».

### Мартіна фон Шверін

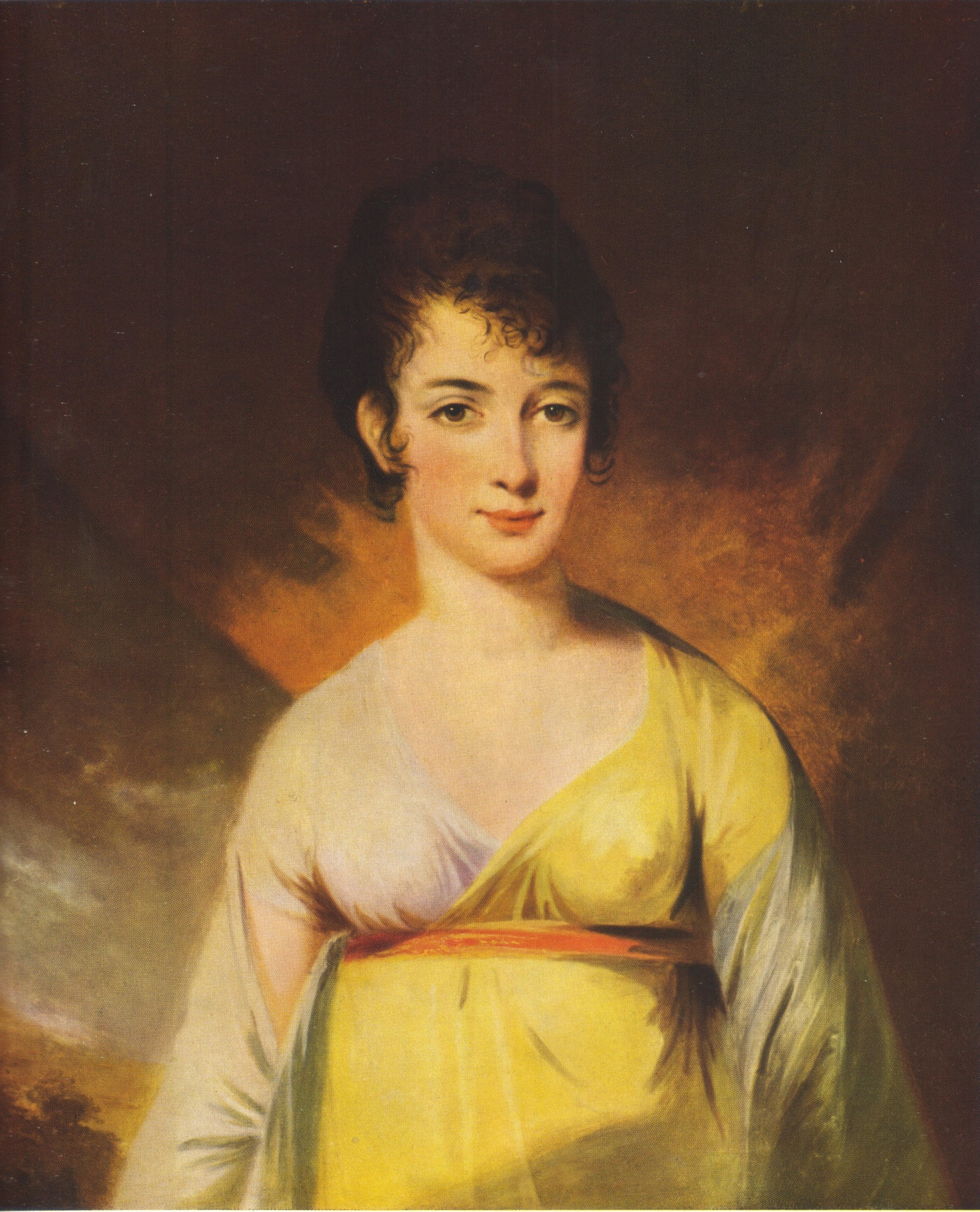
Мартіна фон Шверін. Портрет роботи Карла Фредеріка фон Бреди. 1804 рік.

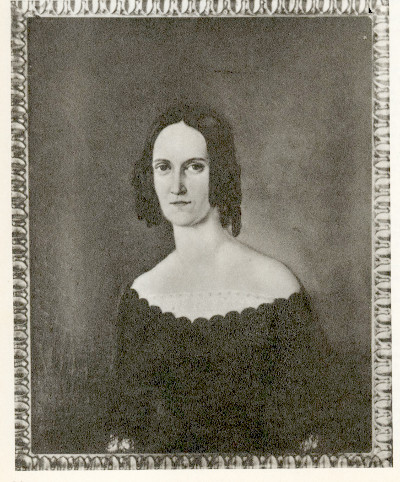
Портрет Емілії Селльден роботи Карла Петера Леманна. 1836 рік.

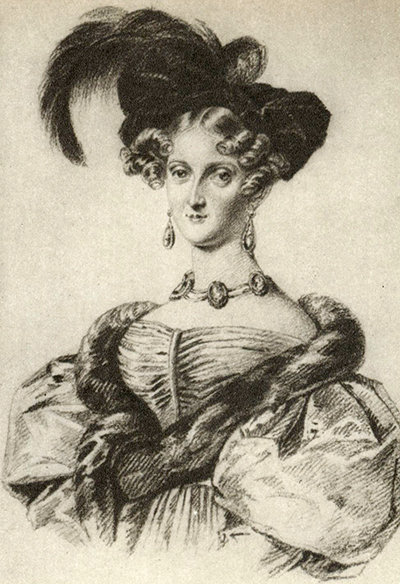
Портрет Гільди Війк. Малюнок Марії Рель, 1834 рік.

1816 року на Рамлеському курорті в Гельсинборгу Теґнер уперше зустрівся з баронесою Мартіною фон Шверін (1789–1875), яка зацікавилася ним ще в 1813-му. У 15 років вона стала дружиною придворного конюшого, барона Вернера Ґоттлоба фон Шверіна. 1815 року пара Шверінів переїхала до Сиречепінґе неподалік Ландскруни. У Стокгольмі баронеса познайомилася з постійним секретарем Шведської академії Нільсом фон Розенштайном, а згодом і з письменником Карлом Ґустафом фон Брінкманом, які заохочували її інтерес до літератури. Мартінина кореспонденція з Брінкманом складається з майже 800 листів, він же написав їй у кілька разів більше. 1818 року звільнилося місце у Шведській академії, й баронеса листовно вмовляла як Розенштайна, так і Брінкмана, що настав час обрати Теґнера академіком. Так і сталося.
У 1820-му Теґнер загостював у Сиречепінґе. Тоді ж, імовірно, й закохався в господиню. Вони регулярно листувалися. Думки баронеси про її стосунки з Теґнером можна простежити в листах до Брінкмана. З її боку ніколи не було мови про щось інше, крім дружби. 30 серпня 1824 року Теґнер приїхав до Сиречепінґе, і ввечері сталося щось таке, що він того ж вечора у великому поспіху виїхав звідти, хоч баронеса настійливо просила не робити цього. Почуття до Мартіни фон Шверін і швидкий розрив із нею відобразилися на «Сазі про Фрітьофа», в якій головний герой нещасливо закоханий у королеву Інґеборґ.
Не зважаючи на цей випадок, вони поновили знайомство. У 1835 році Теґнер називав її в листах «моя люба баронеса», того ж року звернувся до неї «люба Мартіно», а згодом вони обопільно перейшли на «ти».

### Емілія Селльден
З 1826 року Теґнерові, як єпископу, доводилося зустрічатися з багатьма видатними городянами Векше. На другий день Різдва 1831 року батальйонний лікар Селльден одружився з дев'ятнадцятирічною Емілією (1812—1858), вінчав їх Есаяс Теґнер. Її описували як красуню, що не проти повеселитися. Теґнер закохався в Емілію. Важко з'ясувати, які в них були взаємини насправді, бо його кореспонденція, адресована Емілії, згоріла під час великої пожежі у Векше 1838 року. За оцінкою самого Теґнера, ця кореспонденція налічувала 600—700 листів. Зате залишилися вірші, які Теґнер написав про Селльвен, і згадки про неї в його листах до інших людей. Скоріше за все, стосунки між цією парою зблизилися восени 1833 року. У місті поширилися плітки, й Теґнер дійшов висновку, що це вже межа, яку не сміє переступити єпископ.
Також важко з'ясувати, коли обірвалися близькі стосунки поета з Емілією. Щонайпізніше в 1839 році Теґнер почав писати друзям про своє нещасливе кохання. Восени 1835-го в листі до Бернгарда фон Бескова Теґнер констатував: «Мої стосунки з Е. треба розірвати, бо маломістечкові плітки геть руйнують її репутацію, а мене так дратують, що я порвав з усіма знайомими в місті й ворожо налаштував їх до моєї особи. Я, звичайно ж, повернуся з манівців до звичної життєвої колії, від якої відлучився на два роки, але залишуся з розбитим серцем і покаліченими крилами». До Теґнерових віршів, у яких, цілком правдоподібно, йдеться про Емілію Селльден, належать «Мертвяк» / Den döde і «Очі» / Ögonen. В останньому з них Теґнер доволі ризиково, як на єпископа, порівняв очі коханої з двома небами, в яких витають янголи.

### Гільда Війк
У 1834 році, коли Теґнер був закоханий в Емілію Селльден, він зустрів 24-річну Гільду Війк (1810—1890) на прийнятті в домі свого приятеля Карла Ґустафа фон Брінкмана. На той час вона була вже кілька років у шлюбі з комерційним радником Улофом Війком. У 1835-му Есаяс Теґнер і Гільда Війк почали листуватися. Влітку 1837-го поет зупинився в Гетеборгу, щоб скупатися в тамтешній відомій лазні, а заодно й відвідати Гільду. Під час візиту в літньому будинку родини Війків, що в Букедалі поблизу Юнсереда, поет спробував признатися в коханні, але натрапив на рішучу відмову. Гільда пояснила, що любить свого чоловіка, а стосунки з Теґнером можуть бути тільки товариськими. З Гільдою Війк пов'язані два його вірші — «Еротика» / Erotik і «Попередження» / Varningen.

## Цікавинки
- Теґнер був за те, щоб руйнувати старі церкви й на їх місці будувати нові — як на нього, функціональніші й доцільніші. Така ініціатива викликала спротив. Якось Теґнера, вже в єпископському сані, виштовхали із спорудженої в XII столітті svҐрангультської церкви[sv] після того, як він запропонував зруйнувати цю пам'ятку. Нові церкви, збудовані з його ініціативи, — це переважно просторі й безликі споруди в стилі неокласицизму, які в народі прозвали «Теґнеровими хлівами» (див. svTegnérlada[sv]).
- У Стокгольмі 1840 року, коли в Теґнера загострилася душевна хвороба, його відвідав Бернгард фон Бесков. Пацієнт сидів за столом і щось писав.

 — Я досліджую вміст золота у творах наших шведських поетів, — сказав він. — І знаєш, у кого найбільший цей вміст? У Францена. Подумай тільки, дев'яносто відсотків! Майже чисте золото.

 — А скільки в тебе? — спитав Бесков.
 — Ні! Та ні! Мене можна не брати до уваги.
 — Але ж у тебе «Фрітьоф», «Аксель», «Перше причастя дітей», «Свейська держава»!
 — Що ж, я їх узяв до уваги. Рахував-рахував, але ні! Неможливо! Найвище, що мені вдалося досягти, — це сімдесят п'ять відсотків.

## Пошанування

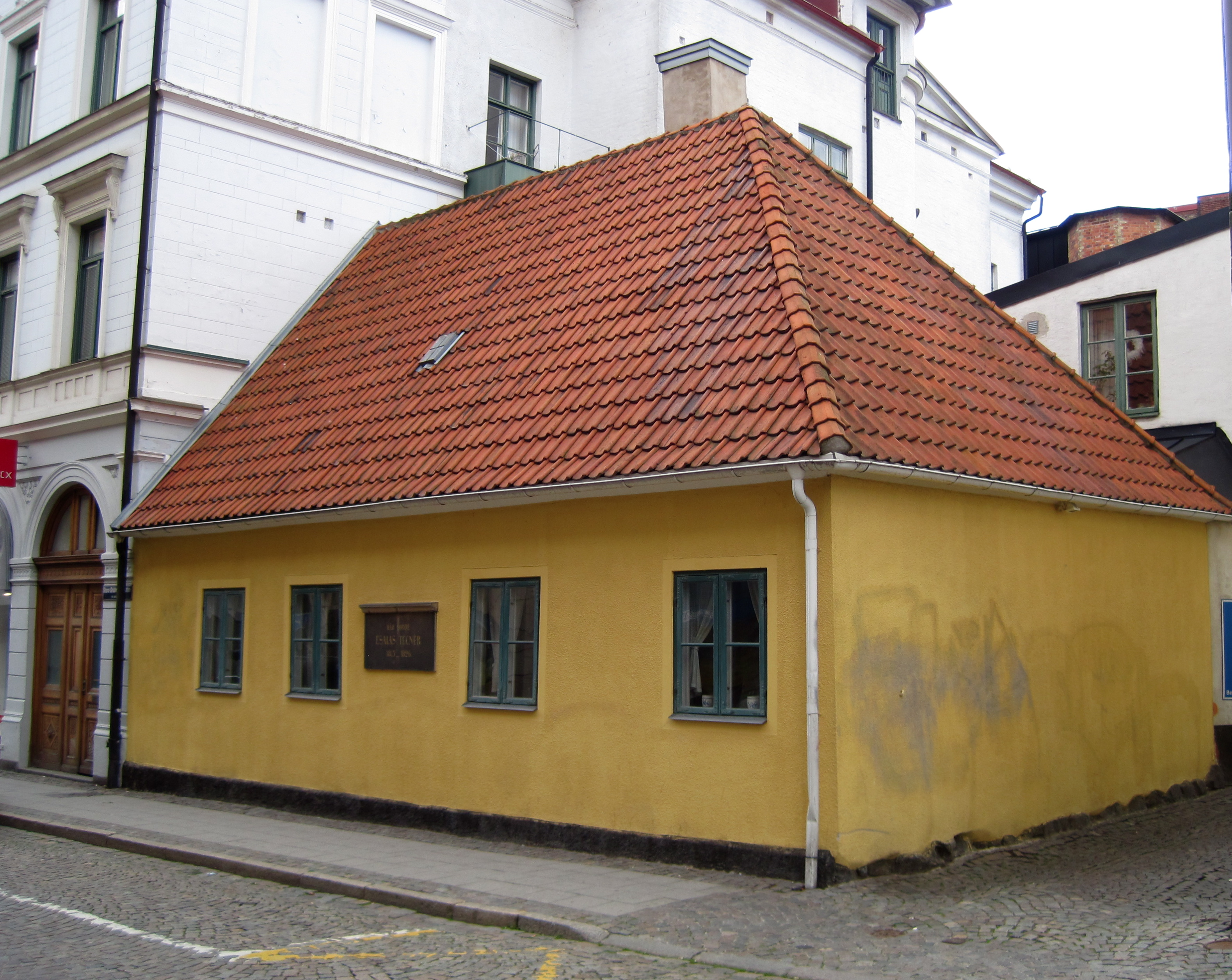
Музей Есаяса Теґнера. Лунд. Фото 2010 року.

- На початку листопада 1846 року у Стокгольмі, Лунді, Упсалі, Векше та Єнчепінґу влаштували пам'ятні заходи у зв'язку зі смертю Теґнера.
- У травні 1851 року іменем Есаяса Теґнера названо новозбудований корабель, який плавав до 1924 року.
- 22 червня 1853 року в Лунді, на площі Теґнерплатсен, біля Лундаґорду, урочисто відкрили пам'ятник Теґнеру роботи скульптора Кварнстрема.
- Наприкінці 1870-х років у Лунді бібліотекар Елуф Теґнер врятував від знесення частину будинку, в якому з 1813 по 1827 рік проживав його знаменитий дід — Есаяс Теґнер. Внук був ініціатор того, щоб у цьому місці відкрити музей. Складається він із чотирьох кімнат — комори, кухні, їдальні та робочого кабінету, в якому надиктовано «Сагу про Фрітьофа», «Акселя» і «Перше причастя дітей». Там є меблі й різні речі, що належали поетові. Зібрано бібліотеку шведської та зарубіжної літературної теґнеріани, а також портрети — Теґнера в різному віці та його старших і молодших сучасників.
- У 1926 році у Векше, біля катедральної школи, відкрили пам'ятник Теґнеру роботи скульптора Челльстрема.
- Тривалий час студенти Лундського університету святкували 4 жовтня — день, коли Теґнер записався в їхній навчальний заклад.
- 1947 року засновано Премію Теґнера — літературну нагороду, яку присуджує Фонд Теґнера з участю Наукового товариства в Лунді й Теґнерівського товариства.
- Іменем поета — Теґнерґатан / Tegnérgatan — названо вулиці в таких шведських містах: Стокгольм, Сундсвалль, Упсала, Вестерос, Буден, Бурос, Векше, Мальме, Геґанес, Істад, Єнчепінґ, Кристинегамн, Ескільстуна, Юнґбю, Гельсинґборг, Сеффле, Гускварна, Севше, Філіпстад, Ваггерюд, Лессебу, Еммабуда, Маркарюд, Елліваре.
- 1885 року парк у середмісті Стокгольма названо на честь поета — Теґнерслунден (нині Теґнерлунден).

## Нагороди і відзнаки
- Нагорода від Гетеборзького наукового і літературного товариства за «Елегію на смерть брата», 1802
- Нагорода від Гетеборзького наукового і літературного товариства за вірш «Мудрець», 1804
- Велика премія Шведської академії за поему «Свейська держава», 1811
- Членство у Шведській академії (крісло № 8), 1818
- Орден Полярної зірки — не пізніш як у 1826
- Членство у Шведській королівській академії наук (№ 445), 1835
- Почесне членство у Шведській королівській академії історії літератури і старожитностей, 1838

### Найважливіші твори, які видав сам Теґнер
- Axel: en romans. Lund. 1822. Libris 2143406
- Nattvards-barnen. Af Esaias Tegnér. Lund 1820. Tryckt uti Berlingska boktryckeriet. Lund. 1820. Libris 2428347
- Frithiofs saga. Stockholm. 1825. Libris 2224991
- Smärre samlade dikter af Esaias Tegnér. Stockholm. Tryckt hos direct. H.A. Nordström. Stockholm. 1828. Libris 2428339
- Tal vid särskilta tillfällen. Stockholm. 1831—1842. Libris 1495367 — 3 vol.

### Зібрання творів, видані посмертно
- Samlade skrifter utgivna av C. W. Böttiger
  - Esaias Tegnérs Samlade skrifter. Stockholm: Fritze. 1847—1851. Libris 2145482 — 7 volymer.
- Efterlemnade skrifter utgivna av Elof Tegnér
  - Esaias Tegnérs efterlemnade skrifter: ny samling. Stockholm: Beijer. 1873—1874. Libris 663425 — 3 volymer.
- Samlade skrifter utgivna och med kommentarer av Elof Tegnér
  - Samlade skrifter: jubelfestupplaga. Stockholm: Norstedt. 1882—1885. Libris 78361 — 7 volymer.
- Samlade skrifter, ny kritisk upplaga, kronologiskt ordnad, utgiven och med kommentarer av Ewert Wrangel och Fredrik Böök
  - Samlade skrifter. Stockholm: Norstedt. 1918—1925. Libris 8198189 — 10 volymer.
- Samlade skrifter i mindre urvalsupplaga med en levnadsteckning av Fredrik Böök
  - Samlade skrifter. Stockholm: Norstedt. 1923. Libris 1509295 — 2 volymer.
- Samlade dikter utgivna av Tegnérsamfundet. Stockholm. 1964

### Твори, які видав і долучив коментарі Бергард Рісберг
- Fritiofs Saga: Svea ; Nattvardsbarnen ; Axel. Stockholm: Bröd. Lindström. 1928. Libris 1336121
- Lyriska dikter. Stockholm. 1929. Libris 23657 — 11 volymer.

### Різне
- Latinska avhandlingar från 1801—1820
  - Opuscula latina, primum 1801—1820 edita. Stockholm: Beijer. 1875. Libris 1585520
- Filosofiska och estetiska skrifter utgivna av Albert Nilsson och Bert Möller
  - Filosofiska och estetiska skrifter. Stockholm: Norstedt. 1913. Libris 54573
- Tegnérsamfundets utgåva av brev under redaktion av Nils Palmborg
  - Esaias Tegnérs brev. Malmö: Allhem. 1953—1976. Libris 124737

### Деякі відомі вірші
- Till min hembygd (1804)
- Det eviga (1810)
- Prästvigningen (1812) («Den fromma skaran tränger till altarfoten re'n»); Dikten skildrar en prästvigning i självupplevd form («Det susar för mitt öra, Guds ande sänker sig»).
- Kyssarna; ett exempel på skaldens sprudlande humor
- Språken (1817); känd för att svenskan utropas till «ärans och hjältarnas språk».
- Mjältsjukan
- Karl XII; dikten har tonsatts av Otto Edvard Westermark och är också känt som Kung Karl eller Kung Karl, den unge hjälte. Finns på Wikisource
- Skål i Götiska förbundet
- Hjelten (1827); senare belönad med Svenska Akademiens stora pris???.

## Переклади українською
Окремі вірші Теґнера переклав Олександр Мокровольський («Ранкова молитва поета», «Вічне», «Із заключного слова, виголошеного під час присудження магістерських ступенів у Лунді 1820 року». У книжці «Співець». — К.: Веселка, 1972. С. 236—239).